# Thomas Kinkade
Thomas Kinkade (ur. 19 stycznia 1958 w Sacramento, zm. 6 kwietnia 2012 w Monte Sereno) – amerykański malarz.

## Życiorys
Kinkade dorastał w niewielkim mieście Placerville w Kalifornii, ukończył szkołę średnią w 1976 roku i studiował na Uniwersytecie Kalifornijskim w Berkeley oraz w Kolegium Art Center of Design w Pasadenie. W 1982 ożenił się z Nanette, z którą miał cztery córki: Merritt (ur. 1988), Chandler (ur. 1991), Winsor (ur. 1995) i Everett (ur. 1997), wszystkie nazwane na cześć znanych artystów.